# Масимо Оливети
Масимо Оливети (на италиански: Massimo Olivetti) е италиански предприемач и изобретател, един от синовете на основателя на Оливети – Камило Оливети.

## Биография
Масимо Оливети е роден на 26 февруари 1902 г. в град Ивреа, Пиемонт, Кралство Италия. Той е третото дете на италианския предприемач, инженер и политик от еврейски произход Камило Оливети и на съпругата му – валденската Луиза (Луиджа) Ревел. Има двама братя и три сестри: Елена (* 1900, † 1978), Адриано (* 11 април 1901, † 27 февруари 1960) – наследник на баща им в управлението на компанията Оливети, Силвия (* 1904, † 1990), Лаура, нар. Лала (* 1905, † 1934) и Дино (* 1912, † 1976) – технически директор на Оливети.
През 1915 г. заедно с брат си Адриано отива да учи в държавно училище в Милано, но след няколко месеца Адриано се раболява и двамата се връщат в Ивреа. Подобно на Адриано Масимо завършва физико-математически профил в Техникума на град Кунео, Северна Италия.
През 1925 г. се дипломира по специалност „Физика и природни науки“ в Торинския университет. Предприема образователни пътувания до САЩ (1928), Обединеното кралство (1930) и Германия (1932 – 1934). В Германия се омъжва за Гертруд Кийфер (Gertrud Kiefer), от която има една дъщеря – Елеонора.
През 1936 г. заедно със своя приятел – инженер Джузепе Бечо, който е технически директор на Оливети, Масимо започва работа по телепринтер по поръчка на Военноморските сили. Първите два прототипа са готови през 1937 г., а през 1938 г. на Салона на механиката в Торино (Salone della Meccanica di Torino) е представен първият телепринтер на Оливети – Т1, който има голям търговски успех. Освен патенти в областта на фината механика през 1939 г. Масимо усъвършенства Система за запис на звука в звуковите филми с постоянен интензитет.
Според фашистките расови закони, излезли през септември 1938 г., Масимо, брат му Дино и сестра му Силвия са определени като евреи, а брат му Адриано и сестра му Елена са от арийската раса (благодарение на кръщелното им валденско свидетелство). Баща им Камило е „разграничен евреин“, т.е. евреин, подлежащ на по-малки гражданскоправните санкции заради изключителните му заслуги.
В периода 1944 – 1945 г. е в Швейцария, за да избегне фашистките расови закони. Връща се в Италия през 1945 г. след падането на режима.
През 40-те г. Масимо е в разногласие с брат си Адриано – приятел и колега, защото не приема линията му на управление на Оливети, особено фабричната му политика, основана на развитието на технологичното производство и на увеличението на заплатите на служителите. Разривът е тотален и завършва с преждевременната смърт на Масимо през 1949 г., което оставя дълбока бразда в душата на Адриано.
На 28 юли 1945 г. Масимо става вицепрезидент на Оливети, а брат му Адриано поема ръководството на компанията в ролята на президент и главен изпълнителен директор. На 15 септември 1945 г. Бордът на директорите на Оливети дава всички правомощия (президент, управителен директор, генерален мениджър) на Масимо, а Адриано остава Генерален консултант, получава пари за финансиране за своите културно-политически дейности и заминава за Рим. Той се връща на 30 ноември 1946 г. като президент въпреки несъгласието на Масимо.
На 7 октомври 1947 г. Адриано поема поста на Управителен директор на Оливети и Масимо оспорва всичките му решения. През лятото на 1948 г. Масимо е изключен от Борда на директорите на Оливети.
Изпъкваща фигура на предприемач и учен, освен многобройните си патенти и технически проекти Масимо оставя писания върху федерализма: през март – април 1949 г. по време на изгнанието си в Лозана той пише есето „Предложение за икономическо-социална система“, публикувано през 1949 г. в „Италиански вестник“ (Giornale d'Italia) като част от по-обширна творба относно държавната реформа със заглавие „За да живеем по-добре – Предложение за икономическо-социална система“ (Per viver meglio. Proposta per un sistema economico-sociale). Творбата води до интензивна коресподенция с Бащите на Учредително събрание Джовани Джолити, Умберто Терачини, Джузепе Сарагат, Палмиро Толяти и др., и с видни интелектуалци като Умберто Саба, Виторио Фоа, Кончето Маркези.
Умира внезапно от инфаркт в Ивреа на 46-годишна възраст на 20 февруари 1949 г.

## Архив
Документацията от периода 1909 – 1951 г., изготвена от Масимо Оливети в хода на живота му и в периода на дейност в семейния бизнес, се съхранява в Асоциацията „Исторически архив на Оливети“ (Associazione Archivio storico Olivetti).